# Шорт, Мартин
Мартин Хайтер Шорт, OC (англ. Martin Hayter Short, род. 26 марта 1950) — канадский актёр, комик, сценарист, певец и продюсер. Наиболее известен своими комедийными ролями на телевидении, в частности по выступлениям в шоу «Субботним вечером в прямом эфире».

## Ранние годы
Мартин Шорт родился в городе Гамильтон в Канаде в семье скрипачки и члена правления сталелитейного предприятия. Его отец иммигрировал в США из Северной Ирландии в годы войны последней за независимость. Мать Шорта была концертмейстером городского симфонического оркестра, и любовь к творчеству и искусству он получил от неё. Юность будущего актёра омрачила череда смертей его родных: в 1962 года в автомобильной катастрофе погиб его старший брат Дэвид, спустя пять лет от рака скончалась его мать, а когда Мартину Шорту исполнилось 20 лет не стало и его отца, который умер от осложнений после инсульта.
В 1972 году Мартин Шорт окончил Университет Макмастера со степенью бакалавра гуманитарных наук. В дальнейшем он решил не продолжать работу по специальности, а заинтересовался актёрской карьерой, став участвовать в театральных постановках в Торонто. В конце 1970-х годов Мартин Шорт дебютировал на телевидении, а затем и на большом экране.

## Карьера
Успеха Мартин Шорт добился в 1984 году, когда впервые появился в шоу «Субботним вечером в прямом эфире». Актёр участвовал в шоу в течение одного сезона до 1985 года, запомнившись за это время зрителям своими яркими комедийными ролями, в том числе пародиями на Джерри Льюиса и Кэтрин Хепбёрн. Во второй половине 80-х он снимается в нескольких фильмах, в том числе «Три амиго» (1986) (¡Three Amigos!), «Внутреннее пространство» (1987) (Innerspace), сыграв в них главные роли. В последующие годы Шорт был активен в основном на телевидении, где выступил гостем во многих популярных в то время телесериалах и шоу.
В 1990-х годах у него было несколько заметных ролей в кино, среди которых комедии «Отец невесты» (1991), «Отец невесты 2» (1995), «Марс атакует!» (1996) и «Из джунглей в джунгли» (1997). Мартин Шорт также неоднократно принимал участие в озвучивании мультфильмов, таких как «Принц Египта» (1998), «Джимми Нейтрон: Мальчик-гений» (2001), «Спайдервик: Хроники» (2008) и «Правдивая история Красной Шапки 2: Шапка против Зла» (2010). В 2006 году он появился в роли Джека Фроста в рождественской сказке «Санта Клаус 3».
Мартин Шорт трижды появлялся на театральных сценах Бродвея, удостоившись в 1999 году премии «Тони» за роль в мюзикле «Маленький я».

## Личная жизнь
В 1972 году Мартин Шорт познакомился с канадской комедийной актрисой Нэнси Долман на постановке мюзикла «Годспелл» в Торонто. В 1980 году они поженились, а спустя три года на свет появился их первый ребёнок. В 1985 году Долман оставила карьеру и посвятила себя семье, пара усыновила троих детей: Катерину Элизабет в 1983, Оливера Патрика в 1986, и Хенри Хайтер в 1989.. Семья обосновалась в пригороде Лос-Анджелеса, проводя иногда время в своём доме в Канаде на озеро Роско. Брак Мартина Шорта и Нэнси Долман продлился 30 лет до её смерти от рака яичников в августе 2010 года.
Мартин Шорт является гражданином трёх стран: Канады, США и Великобритании. Его вклад в канадскую индустрию развлечений отмечен двумя звёздами на Канадской Аллее славы.

## Фильмография

### Кино
| Год  | Название на русском                           | Оригинальное название                       | Роль                                      | Примечания                  |
| ---- | --------------------------------------------- | ------------------------------------------- | ----------------------------------------- | --------------------------- |
| 1979 | Найти и потерять                              | Lost and Found                              | Энгел                                     |                             |
| 1986 | Три амиго                                     | Three Amigos!                               | Нед Недерландер                           |                             |
| 1987 | Внутреннее пространство                       | Innerspace!                                 | Джек Паттер                               |                             |
| 1987 | От всего сердца                               | Cross My Heart                              | Дэвид Морган                              |                             |
| 1989 | Три беглеца                                   | Three Fugitives                             | Нед Перри                                 |                             |
| 1989 | Большая картина                               | The Big Picture                             | Нил Сассман                               |                             |
| 1991 | Чистое везение                                | Pure Luck                                   | Юджин Проктор                             |                             |
| 1991 | Отец невесты                                  | Father Of The Bride                         | Фрэнк Эггелхоффер                         |                             |
| 1992 | Капитан Рон                                   | Captain Ron                                 | Мартин Харви                              |                             |
| 1993 | Мы вернулись! История динозавра               | We’re Back! A Dinosaur’s Story              | клоун Стаббс                              | мультфильм; озвучка         |
| 1994 | Клиффорд                                      | Clifford                                    | Клиффорд Дэниелс                          |                             |
| 1995 | Камешек и пингвин                             | The Pebble and the Penguin                  | Хьюби                                     | мультфильм; озвучка         |
| 1995 | Отец невесты 2                                | Father Of The Bride Part 2                  | Фрэнк Эггелхоффер                         |                             |
| 1996 | Марс атакует!                                 | Mars Attacks!                               | пресс-секретарь Джерри Росс               |                             |
| 1997 | Из джунглей в джунгли                         | Jungle 2 Jungle                             | Ричард Кемпстер                           |                             |
| 1997 | Простое желание                               | A Simple Wish                               | Мюррей                                    |                             |
| 1998 | Принц Египта                                  | The Prince of Egypt                         | Хой                                       | мультфильм; озвучка         |
| 1998 | Путешествие Акбара                            | Akbar’s Adventure Tours                     | Акбар                                     |                             |
| 1999 | Доктор Мамфорд                                | Mumford                                     | Лайонел Диллард                           |                             |
| 2001 | Вирус любви                                   | Get Over It                                 | доктор Десмонд Форрест Оакс               |                             |
| 2001 | Джимми Нейтрон, вундеркинд                    | Jimmy Neutron: Boy Genius                   | Ублар                                     | мультфильм; озвучка         |
| 2002 | Планета сокровищ                              | Treasure Planet                             | робот Б. Э. Н.                            | мультфильм; озвучка         |
| 2002 | 101 далматинец 2: Приключения Патча в Лондоне | 101 Dalmatians II: Patch’s London Adventure | Ларс                                      | мультфильм; озвучка         |
| 2002 | —                                             | CinéMagique                                 | Джордж                                    | короткометражный фильм      |
| 2004 | Джимини Глик в Ля-ля-вуде                     | Jiminy Glick in Lalawood                    | Джимми Глик / Дэвид Линч                  |                             |
| 2004 | Барби: Принцесса и Нищенка                    | Barbie as the Princess and the Pauper       | Преминджер                                | мультфильм; озвучка         |
| 2006 | Король Слон                                   | Khan kluay                                  | Джай                                      | мультфильм; озвучка         |
| 2006 | Санта-Клаус 3                                 | The Santa Clause 3: The Escape Clause       | Джек Фрост                                |                             |
| 2008 | Хроники Спайдервика                           | The Spiderwick Chronicles                   | Портняжка                                 | озвучка                     |
| 2008 | —                                             | Jiminy Glick: Independent Spirit Awards     | Джимми Глик                               | короткометражный фильм      |
| 2011 | Красная Шапка против зла                      | Hoodwinked Too! Hood vs. Evil               | дровосек Кирк                             | мультфильм; озвучка         |
| 2012 | —                                             | BuzzKill                                    | агент Уайатта                             | озвучка; не указан в титрах |
| 2012 | Мадагаскар 3                                  | Madagascar 3: Europe’s Most Wanted          | Стефано                                   | мультфильм; озвучка         |
| 2012 | Франкенвини                                   | Frankenweenie                               | мистер Франкенштейн / бургомистр / Нассор | мультфильм; озвучка         |
| 2013 | Дороти из страны Оз                           | Legends of Oz: Dorothy’s Return             | шут Джестер                               | мультфильм; озвучка         |
| 2013 | Ветер крепчает                                | Kaze Tachinu                                | Курокава                                  | мультфильм; озвучка         |
| 2014 | Врождённый порок                              | Inherent Vice                               | доктор Руди Блатнойд                      |                             |
| 2017 | —                                             | The Cat in the Hat Knows a Lot About Space! | кот в шляпе                               | мультфильм; озвучка         |
| 2018 | Эллиот                                        | Elliot the Littlest Reindeer                | разные персонажи                          | мультфильм; озвучка         |
| 2019 | Семейка Аддамс                                | The Addams Family                           | дедуля Фрамп                              | мультфильм; озвучка         |

### Телевидение
| Год       | Название на русском                          | Оригинальное название                                    | Роль                                            | Примечания                                                                              |
| --------- | -------------------------------------------- | -------------------------------------------------------- | ----------------------------------------------- | --------------------------------------------------------------------------------------- |
| 1972      | —                                            | Right On                                                 | н/д                                             | телесериал                                                                              |
| 1972      | —                                            | Cucumber                                                 | заяц Смоки                                      | эпизод: Ecology                                                                         |
| 1975      | Пип-шоу                                      | Peep Show                                                | н/д                                             | эпизод Goldberg Is Waiting                                                              |
| 1976—1977 | Шоу Дэвида Стайнберга                        | The David Steinberg Show                                 | Джонни Дель Браво                               | телесериал; 10 эпизодов                                                                 |
| 1979      | Семьянин                                     | The Family Man                                           | Луи                                             | телефильм                                                                               |
| 1979—1980 | Партнёры                                     | The Associates                                           | Такер Кервин                                    | телесериал; основная роль                                                               |
| 1980      | Лодка любви                                  | The Love Boat                                            | Мелвин                                          | эпизод: No Girls for Doc/Marriage of Convenience/The Caller/The Witness                 |
| 1980—1981 | —                                            | I’m a Big Girl Now                                       | Нил Страйкер                                    | телесериал; 14 эпизодов                                                                 |
| 1981      | Секонд Сити ТВ                               | Second City TV                                           | Панчо                                           | эпизод: The Cisco Kid; озвучка                                                          |
| 1981      | Такси                                        | Taxi                                                     | Митч Харрис                                     | эпизод: Jim Joins the Network                                                           |
| 1982      | —                                            | Miss Peach of the Kelly School                           | н/д                                             | телесериал; озвучка                                                                     |
| 1982—1983 | ССТВ Нетворк 90                              | SCTV Network 90                                          | разные персонажи                                | телесериал; 15 эпизодов                                                                 |
| 1983      | Закатный лимузин                             | Sunset Limousine                                         | Брэдли З. Коулман                               | телефильм                                                                               |
| 1983—1984 | Канал ССТВ                                   | SCTV Channel                                             | разные персонажи                                | телесериал; основная роль                                                               |
| 1984—2018 | Субботним вечером в прямом эфире             | Saturday Night Live                                      | разные персонажи                                | 23 эпизода                                                                              |
| 1986      | —                                            | Dave Thomas: The Incredible Time Travels of Henry Osgood | Людовик XVI                                     | телефильм                                                                               |
| 1986      | Рассказы и легенды долины                    | Tall Tales & Legends                                     | Джонни Эпплсид                                  | эпизод: Johnny Appleseed                                                                |
| 1987      | По-настоящему странные истории               | Really Weird Tales                                       | Шаки                                            | телефильм; новелла: All’s Well that Ends Strange                                        |
| 1988      | Полностью психические злоключения Эда Гримли | The Completely Mental Misadventures of Ed Grimley        | Эд Гримли / Эмиль Густав                        | мультсериал; основная роль; озвучка                                                     |
| 1989      | Я, Мартин Шорт, отправляюсь в Голливуд       | I, Martin Short, Goes Hollywood                          | разные персонажи                                | телефильм                                                                               |
| 1989—1990 | Шоу Трейси Ульман                            | The Tracey Ullman Show                                   | Лу / док                                        | телесериал; 2 эпизода                                                                   |
| 1990      | День Земли, специальный выпуск               | The Earth Day Special                                    | Нейтан Тарм                                     | телефильм                                                                               |
| 1991      | Странная семейка                             | Maniac Mansion                                           | Эдди О’Доннелл                                  | эпизод: Down & Out in Cedar Springs                                                     |
| 1992      | —                                            | Shelley Duvall’s Bedtime Stories                         | рассказчик                                      | мультсериал; эпизод: Patrick’s Dinosaurs/What Happened to Patrick’s Dinosaurs?; озвучка |
| 1993      | Один экран                                   | Screen One                                               | Харрисон Кирли                                  | эпизод: Money for Nothing                                                               |
| 1994      | Шоу Мартина Шорта                            | The Martin Short Show                                    | в роли самого себя                              | телесериал; основная роль                                                               |
| 1997      | —                                            | The Three Stooges Greatest Hits                          | Эмси                                            | телефильм                                                                               |
| 1998      | Великий Мерлин                               | Merlin                                                   | Фрик                                            | мини-сериал; основная роль                                                              |
| 1999      | Алиса в Стране Чудес                         | Alice in Wonderland                                      | Безумный шляпник                                | телефильм                                                                               |
| 2001      | Сказочный принц                              | Prince Charming                                          | Родни                                           | телефильм                                                                               |
| 2001—2003 | Глик в прямом эфире                          | Primetime Glick                                          | Джимини Глик / мисс Гатеркол / разные персонажи | телесериал; основная роль                                                               |
| 2002      | Умерь свой энтузиазм                         | Curb Your Enthusiasm                                     | в роли самого себя                              | эпизод: The Terrorist Attack                                                            |
| 2005      | Замедленное развитие                         | Arrested Development                                     | дядя Джек                                       | эпизод: Ready, Aim, Marry Me                                                            |
| 2005      | Закон и порядок: Специальный корпус          | Law & Order: Special Victims Unit                        | Себастьян Баллентайн / Генри Палавер            | эпизод: Pure                                                                            |
| 2010      | Схватка                                      | Damages                                                  | Леонард Уинстон                                 | телесериал; роль второго плана                                                          |
| 2010      | —                                            | Tax Man                                                  | руководитель                                    | телефильм                                                                               |
| 2010—2018 | Кот в шляпе                                  | The Cat in the Hat Knows a Lot About That!               | кот в шляпе                                     | мультсериал; основная роль; озвучка                                                     |
| 2011      | Дурман                                       | Weeds                                                    | Стюарт Хейвенс                                  | телесериал; 3 эпизода                                                                   |
| 2011—2012 | Как я встретил вашу маму                     | How I Met Your Mother                                    | Гаррисон Кутс                                   | телесериал; 3 эпизода                                                                   |
| 2012      | Я, Мартин Шорт, отправляюсь домой            | I, Martin Short, Goes Home                               | разные персонажи                                | телефильм                                                                               |
| 2012      | —                                            | The Cat in the Hat Knows a Lot About Christmas!          | кот в шляпе                                     | телевизионный мультфильм; озвучка                                                       |
| 2014      | Работа на Энгельсов                          | Working the Engels                                       | Чак Пастри                                      | эпизод: Jenna vs. Big Pastry                                                            |
| 2014—2015 | Малейни                                      | Mulaney                                                  | Лу Кэннон                                       | телесериал; основная роль                                                               |
| 2015      | Несгибаемая Кимми Шмидт                      | Unbreakable Kimmy Schmidt                                | доктор Франфф                                   | эпизод: Kimmy Goes to the Doctor!                                                       |
| 2015      | Сложные люди                                 | Difficult People                                         | в роли самого себя                              | эпизод: Pledge Week                                                                     |
| 2016      | —                                            | The Cat in the Hat Knows a Lot About Camping!            | кот в шляпе                                     | телевизионный мультфильм; озвучка                                                       |
| 2016      | Майя и Марти                                 | Maya & Marty                                             | разные персонажи                                | телесериал; основная роль                                                               |
| 2016      | Американская семейка                         | Modern Family                                            | Мерв Шехтер                                     | эпизод: Blindsided                                                                      |
| 2016      | —                                            | The Cat in the Hat Knows a Lot About Halloween!          | кот в шляпе                                     | телевизионный мультфильм; озвучка                                                       |
| 2016      | Лак для волос                                | Hairspray                                                | Уилбер Тернблад                                 | телефильм                                                                               |
| 2017      | Джимми Киммел в прямом эфире                 | Jimmy Kimmel Live!                                       | Мори Пович                                      | эпизод: Tracy Morgan/Kaitlin Olson/D.R.A.M. & Erykah Badu                               |
| 2017      | Конь БоДжек                                  | BoJack Horseman                                          | Поппи Стилтон                                   | эпизод: The Judge; мультсериал; озвучка                                                 |
| 2017      | Симпсоны                                     | The Simpsons                                             | Гатри Френел                                    | эпизод: Springfield Splendor; мультсериал; озвучка                                      |
| 2018      | Последний человек на Земле                   | The Last Man on Earth                                    | человек во внедорожнике                         | эпизод: Karl                                                                            |
| 2018      | Волшебный школьный автобус снова в деле      | The Magic School Bus Rides Again                         | Тони Теннелли                                   | эпизод: Ralphie and the Flying Tennellis; мультсериал; озвучка                          |
| 2019      | Большой рот                                  | Big Mouth                                                | Горди                                           | эпизод: Cellsea; мультсериал; озвучка                                                   |
| 2021-...  | Убийства в одном здании                      | Only Murders in the Building                             | Оливер Патнэм                                   | главная роль, 20 серий                                                                  |

## Награды
- «Эмми» 1982 — «Лучший сценарий музыкальной программы» («SCTV»)
- Тони 1999 — «Лучший актёр в мюзикле» («Маленький я»)